# Ван Дёйн, Селин
Селин Мария ван Дёйн (нидерл. Celine van Duijn, род. 4 ноября 1992 года, Амерсфорт, Нидерланды) — голландская прыгунья в воду, чемпионка Европы 2018 года.

## Биография
Уже с раннего возраста голландская спортсменка всегда в спорте на максимуме. Почти всю свою жизнь она занималась гимнастикой. По 16 часов в неделю проводила в гимнастическом зале. Её лучшие выступления  в этом виде спорта были в 2005 году серебро на чемпионате страны и в 2007 году золото.
В 2010 году Селин Мария пристрастилась к прыжкам в воду. После серьёзной травмы речи о гимнастике не могло быть.
В апреле 2012 года, во время Амстердамского Кубка по прыжкам в воду, ей удалось претендовать на отбор в сборную команду страны на чемпионат Европы 2012 года. 14 мая 2012 года она начала участвовать в своём первом чемпионате Европы в родном бассейне Эйндховена.
Её специализация 10-метровая вышка, на которой в августе 2018 года она триумфально стала “чемпионкой Европы” во время чемпионата континента по водным видам спорта в Глазго.